# Fjell
Fjell és un antic municipi situat al comtat de Hordaland, Noruega. Té 24.870 habitants (2016) i la seva superfície és de 148,12 km². El centre administratiu del municipi és el poble de Straume.